# 威爾蒙特 (明尼蘇達州)
威爾蒙特（英語：Wilmont）是一個位於美國明尼蘇達州諾布爾斯縣的城市。

## 人口
根據2020年美國人口普查的數據，威爾蒙特的面積為1.80平方千米，皆為陸地。當地共有人口332人，而人口密度為每平方千米184人。